# Hans Nunoo Sarpei
Hans Nunoo Sarpei (Accra, 22 augustus 1998) is een Ghanese voetballer die doorgaans als middenvelder speelt.

## Clubcarrière
Sarpei doorliep in Ghana de jeugdopleidingen van Liberty Professionals FC en Accra Great Olympics FC. Hij was op proef bij achtereenvolgens Hellas Verona, FC Schalke 04 en TSG Hoffenheim en verkaste uiteindelijk in de zomer van 2016 naar het Duitse VfB Stuttgart. Op achttienjarige leeftijd maakte de Ghanees zijn profdebuut tijdens de bekerwedstrijd op 25 oktober 2016 tegen Borussia Mönchengladbach (2-0 verlies), als invaller voor Borys Tashchy.
In juli 2017 kwam Sarpei als proefspeler naar VVV-Venlo na een tip van Jos Luhukay. De Venlose eredivisionist hoopte hem te kunnen huren. De deal ketste echter af omdat de club er niet in slaagde om een werkvergunning te krijgen.
Zijn oom Hans Sarpei is een oud-profvoetballer die eveneens in Duitsland speelde, onder meer voor VfL Wolfsburg, Bayer Leverkusen en FC Schalke 04.

### Statistieken
| Seizoen         | Club            | Competitie      | Competitie | Competitie | Beker | Beker | Playoff | Playoff | Totaal | Totaal |
| Seizoen         | Club            | Competitie      | Wed.       | Dlp.       | Wed.  | Dlp.  | Wed.    | Dlp.    | Wed.   | Dlp.   |
| --------------- | --------------- | --------------- | ---------- | ---------- | ----- | ----- | ------- | ------- | ------ | ------ |
| 2016/17         | VfB Stuttgart   | 2. Bundesliga   | 0          | 0          | 1     | 0     | –       | –       | 1      | 0      |
| 2017/18         | VfB Stuttgart   | Bundesliga      | 0          | 0          | 0     | 0     | –       | –       | 0      | 0      |
| Carrière totaal | Carrière totaal | Carrière totaal | 0          | 0          | 1     | 0     | 0       | 0       | 1      | 0      |